# Poole
Poole je velké pobřežní město v hrabství Dorset na jihu Anglie. Nachází se 33 kilometrů východně od města Dorchester. Podle sčítání obyvatel v roce 2011 zde žilo 154 718 lidí, čož město dělalo druhým nejlidnatějším městem hrabství Dorset. První lidé na toto území přišli během doby železné a první zmínka o názvu Poole pochází z dvanáctého století. Nachází se zde umělecké univerzita Arts University Bournemouth a od roku 1979 je sídlem orchestru Bournemouth Symphony Orchestra, který v minulosti sídlil v nedalekém městě Bournemouth.